# St. Johannis (Salzhausen)

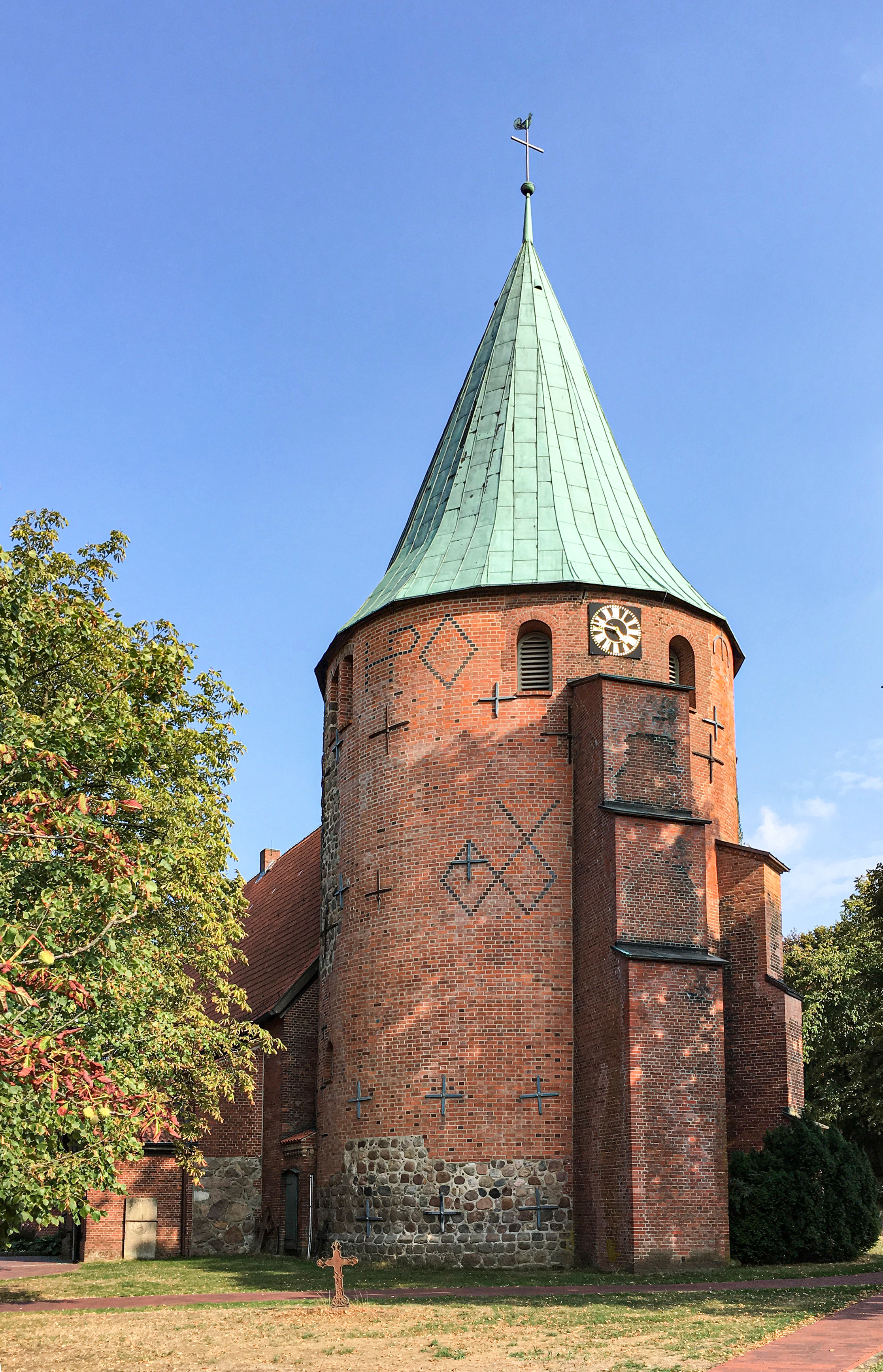
St. Johannis Salzhausen – Turm

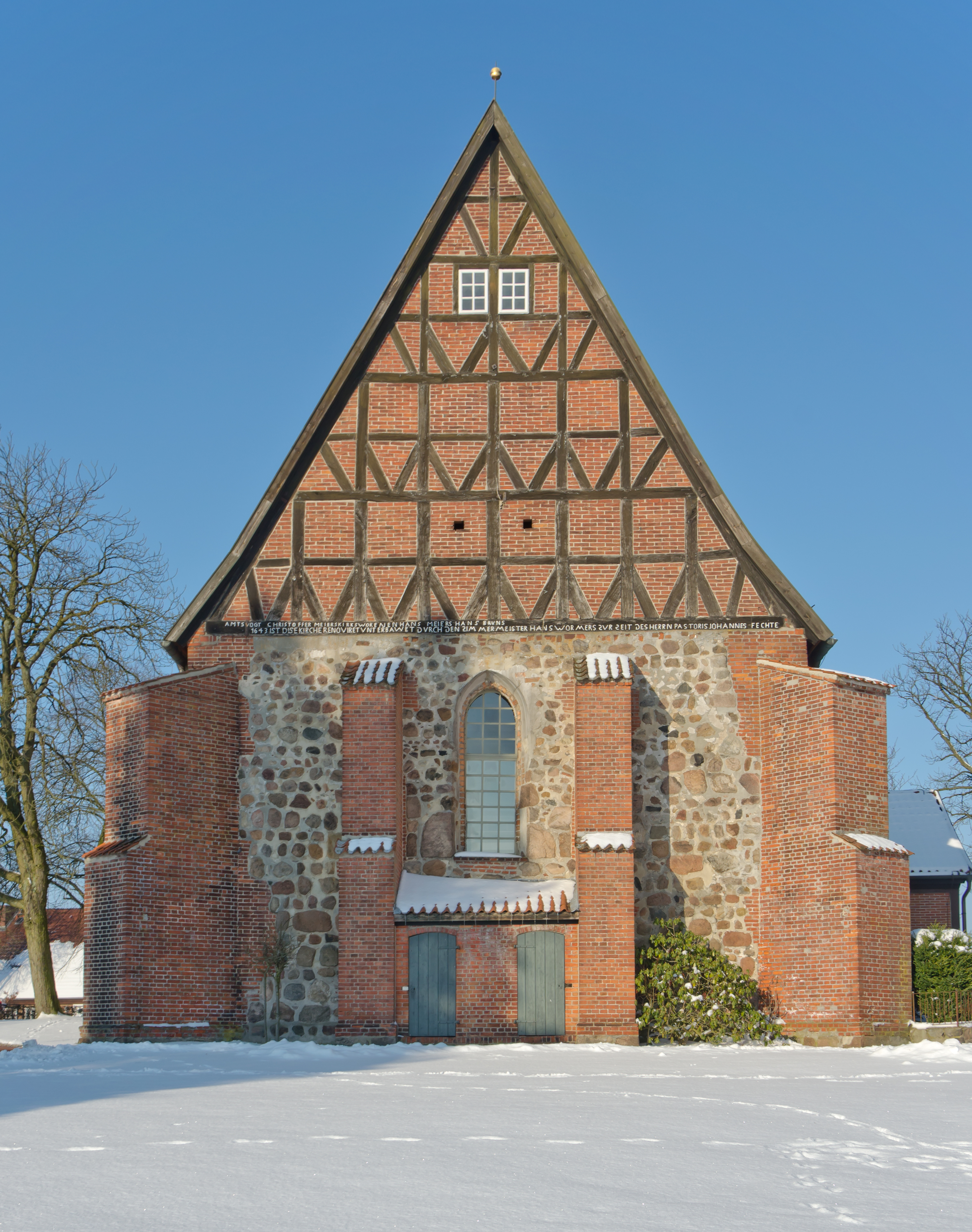
Rückseite der Kirche

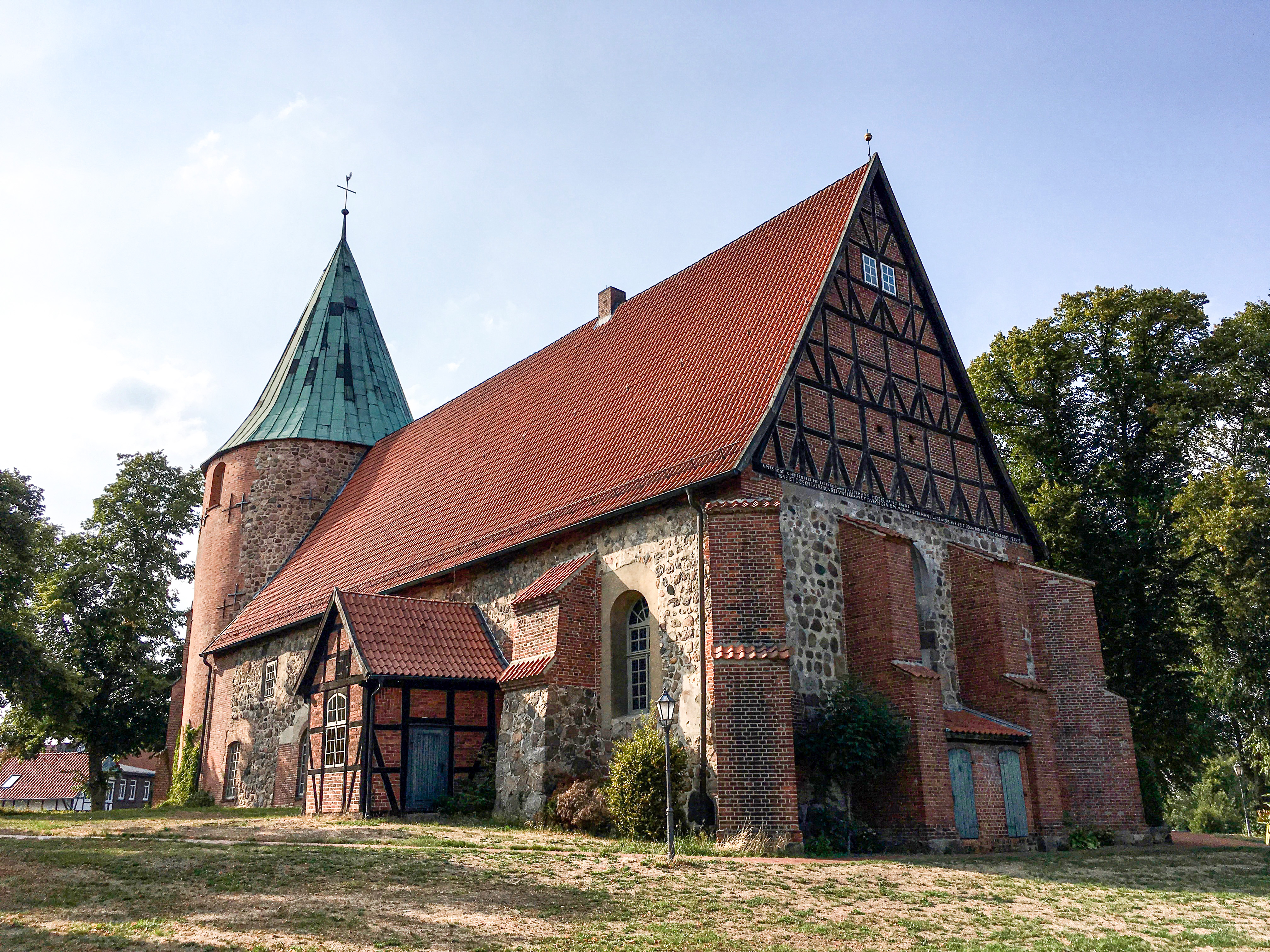
St.-Johannis-Kirche – Südostansicht

Die evangelische St.-Johannis-Kirche ist ein denkmalgeschütztes Kirchengebäude in Salzhausen, einer Gemeinde im Landkreis Harburg (Niedersachsen). Sie ist mit ihren aus Feldsteinen gemauerten Wänden eine typische Heidekirche. Die Kirchengemeinde gehört zum Kirchenkreis Winsen in der Evangelisch-lutherischen Landeskirche Hannovers.

## Geschichte und Architektur
Das Archidiakonat Salzhausen ist seit 1205 belegt, es umfasste das Gebiet von Hittbergen im Nordosten bis Hanstedt im Westen, von der Elbe im Norden bis nach Bispingen im Süden. Dem Archidiakon unterstand das kirchliche Gerichtswesen, er war immer ein Angehöriger einer adeligen Familie. Die Namen einiger Archidiakone sind seit 1228 belegt. Unter einer Linde auf dem Kirchenhügel tagte auch das Gogericht, das seit alter Zeit ein Organ der genossenschaftlichen Selbstverwaltung war.
Das genaue Alter des Kirchgebäudes ist nicht bekannt, allerdings deutet das Patrozinium des Johannes für die Täuferkirche auf eine Gründung im neunten Jahrhundert hin. Im Baubefund findet sich ein Beleg für das Alter des Unterbaues des Altares für den Anfang des 12. Jahrhunderts, eine erste urkundliche Erwähnung stammt von 1300. Der Chorraum von 1464 ist mit einem gotischen Kreuzrippengewölbe ausgestattet, aus dieser Zeit stammt auch der Triumphbogen. Zum Ende des Dreißigjährigen Krieges wurde im Jahr 1643 ein umfangreicher Umbau vorgenommen, das ursprüngliche Gewölbe wurde abgebrochen und durch ein Holztonnengewölbe ersetzt und der Innenraum wurde ausgemalt. Von dieser Ausmalung sind noch an den Gewölbekappen einige Engel erhalten. Ebenfalls aus dem 17. Jahrhundert stammt der mit Ziegeln ausgemauerte Giebel in Fachwerk.
Charles Crodel schuf 1967 die Fenster des Altarraumes im Stile der klassischen Moderne. Die Fenster zeigen den guten Hirten, die Taufe Jesu und die Geschichte der klugen und törichten Jungfrauen.

## Turm
Der runde Kirchturm stammt aus dem 12. Jahrhundert. Er wurde 1464 mit der Kirche verbunden, ähnliche Rundtürme standen in Betzendorf (heute noch erhalten) und Amelinghausen (mittlerweile durch einen eckigen Turm ersetzt). Die Mauern sind mit 2,5 Metern außergewöhnlich dick.

## Ausstattung

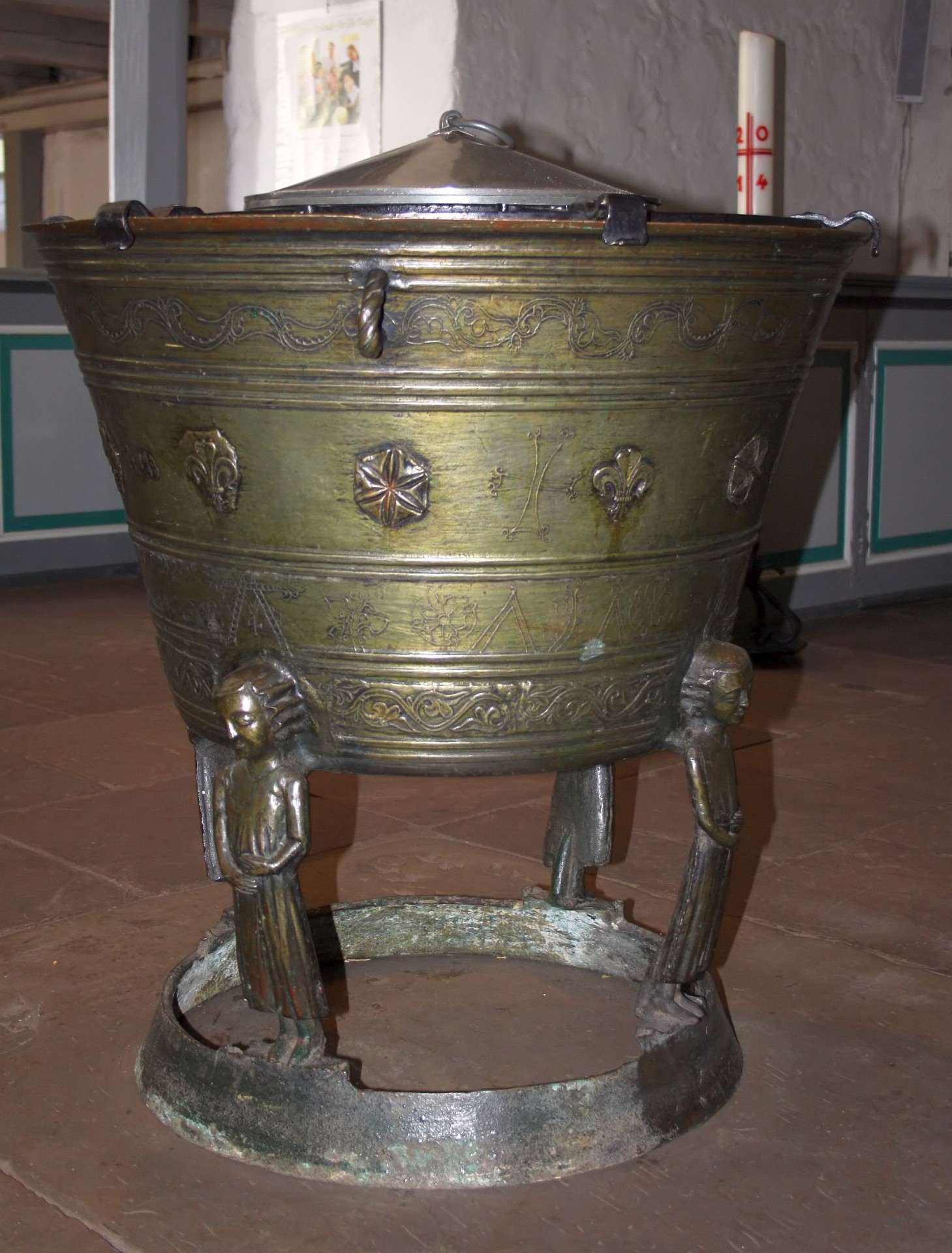
Taufbecken

Der Altaraufbau ist eine Arbeit des Schnittker von der Heide aus Salzhausen aus der Zeit von 1693 bis 1697. Seine Fassung wurde in klassizistischer Zeit nochmals geändert. Das Tafelbild im Zentrum zeigt die Kreuzigung Christi, das darunter das letzte Abendmahl und das darüber die Auferstehung. Die geschnitzte Figur des Mose mit den Gesetzestafeln steht auf der linken Seite, die Johannes’ des Täufers auf der rechten Seite.
Die Kanzel ist im Stil der Renaissance gehalten, es ist nicht bekannt, aus wessen Hand sie stammt. Von dieser Kanzel predigte Urbanus Rhegius, ein Freund Martin Luthers und Reformator in der Gegend. Das Taufbecken aus dem 14. Jahrhundert steht auf vier Figuren und ist in der Art der Lüneburger Grapengießerei ausgeführt.
An der Brüstung der Orgelempore hängen dreizehn Gemälde, die zum Ende des 17. Jahrhunderts gemalt wurden. Sie zeigen Jesus mit seinen Jüngern und die Apostel.

## Orgel

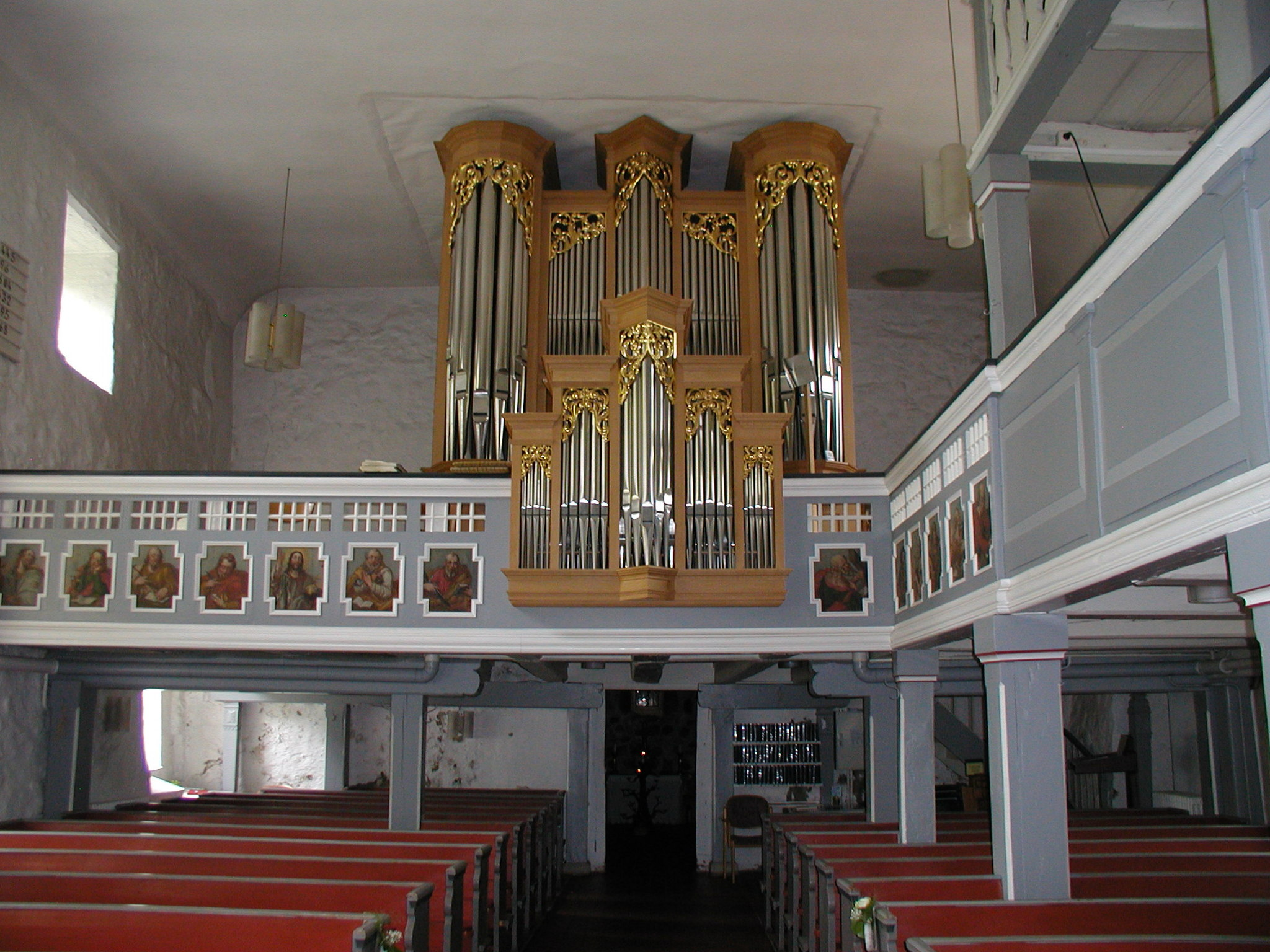
Orgel

Die Orgel wurde im Jahre 1997 von dem Orgelbauer Michael Becker aus Freiburg erbaut. Das Instrument wurde im norddeutschen Barockstil disponiert. Es hat 19 Register auf zwei Manualen und Pedal. Die Trakturen sind mechanisch. Seine Disposition lautet:
| I Rückpositiv C–g3 |                  |       |
| 1.                 | Gedackt          | 8′    |
| 2.                 | Principal        | 4′    |
| 3.                 | Rohrflöte        | 4′    |
| 4.                 | Waldflöte        | 2′    |
| 5.                 | Sesquialtera II0 | 2 ⁄3′ |
| 6.                 | Scharff III      | 1′    |
| 7.                 | Dulcian          | 8′    |
|                    | Kanaltremulant   |       |

| II Hauptwerk C–g3 |            |       |
| 8.                | Principal  | 8′    |
| 9.                | Rohrflöte  | 8′    |
| 10.               | Octave     | 4′    |
| 11.               | Quinte     | 2 ⁄3′ |
| 12.               | Octave     | 2′    |
| 13.               | Mixtur IV0 | 1 ⁄3′ |
| 14.               | Trompete   | 8′    |

| Pedal C–f1 |           |     |
| 15.        | Subbaß    | 16′ |
| 16.        | Octavbaß0 | 8′  |
| 17.        | Octavbaß  | 4′  |
| 18.        | Posaune   | 16′ |
| 19.        | Trompete  | 8′  |

- Koppeln: Normalkoppeln I/II, I/P, II/P

## Glocken
Die ursprünglichen Glocken sind nicht erhalten, die Glocke mit dem Namen Anna wurde 1304 gegossen, sie wurde ebenso wie die kleinere Glocke von 1498 im Jahr 1883 umgegossen. Im Turm hängen eine Glocke von 1883 und eine von 1953.

## Kirche als Fledermausquartier und FFH-Gebiet
Der Dachstuhl einschließlich Turm der Kirche ist gemeinsam mit Dachstuhl und Turm der St.-Michaelis-Kirche in Schnega 2004 als FFH-Gebiet Mausohr-Wochenstubengebiet Elbeeinzugsgebiet ausgewiesen worden. Auf dem Dachstuhl einschließlich Turm der Kirchen befinden sich jeweils eine Wochenstube der Fledermausart Großes Mausohr (Myotis myotis).